# Grumia carriei
Grumia carriei är en fjärilsart som beskrevs av Charles Boursin 1963. Grumia carriei ingår i släktet Grumia och familjen nattflyn. Inga underarter finns listade i Catalogue of Life.